# チャイナマックス
チャイナマックス（英: Chinamax）は、タンカー船の一定の最大サイズを示したもの。

## 概要
チャイナマックスの最大サイズは長さ360m、喫水24m、幅65m。このサイズの船の例としては、ヴァーレマックスのバルク貨物船が挙げられる。
ブラジルから中国に鉄鉱石を輸送する際の標準的な最大サイズとして制定された。
スエズマックス（スエズ運河）やパナマックス（パナマ運河）とは異なり、海峡や運河を通過できるか否かではなく、特定の港湾に接岸できるかの指標として用いられる。中国との貿易を目的とする場合に、このチャイナマックスを満たすかどうかが焦点となる。